# Чаклунство (фільм, 1988)
Чаклунство (англ. Witchcraft) — американський фільм жахів режисера Роба Спери 1988 року.

## Сюжет
Після народження дочки Грейс за порадою чоловіка переїжджає жити в старий особняк, що належить його матері. Незабаром Грейс починає підозрювати, що свекруха і її будинок зберігають якусь лиховісну таємницю.

## У ролях
- Анат Тополь — Грейс Черчілль
- Гарі Слоун — Джон Стоктон
- Мері Шеллі — Елізабет Стоктон
- Дебора Скотт — Лінда
- Александр Кірквуд — священик
- Лі Кіссман — Еллсуорт
- Росс Ньютон — Вільям
- Чарльз Грант — доктор Адлер
- Ліліан Лейн — медсестра
- Карен Майклс — медсестра
- Сінтія Белл — медсестра

## Серія
- Чаклунство / Witchcraft (1988)
- Чаклунство 2 : Спокусниця / Witchcraft II: The Temptress (1989)
- Чаклунство 3 : Поцілунок смерті / Witchcraft III: The Kiss of Death (1991)
- Чаклунство 4 : Невинне серце / Witchcraft IV: The Virgin Heart (1992)
- Чаклунство 5 : Танець з Дияволом / Witchcraft V: Dance with the Devil (1993)
- Чаклунство 6 : Коханка Диявола / Witchcraft VI: The Devil's Mistress (1994)
- Чаклунство 7 : Час розплати / Witchcraft VII: Judgement Hour (1995)
- Чаклунство 8 : Привид Салема / Witchcraft VIII: Salem's Ghost (1996)
- Чаклунство 9 : Гірка плоть / Witchcraft IX: Bitter Flesh (1997)
- Чаклунство 10 : Повелителька / Witchcraft X: Mistress of the Craft (1998)
- Чаклунство 11: Сестри по крові / Witchcraft XI: Sisters in Blood (2000)
- Чаклунство 12 : У лігві змія / Witchcraft XII: In the Lair of the Serpent (2002)
- Чаклунство 13: Тринадцята жертва / Witchcraft XIII: Blood of the Chosen (2008)